# Shostakovich Peninsula
Shostakovich Peninsula är en udde i Antarktis. Den ligger i Västantarktis. Argentina, Chile och Storbritannien gör anspråk på området.
Terrängen inåt land är kuperad åt sydväst, men åt nordost är den platt. Terrängen runt Shostakovich Peninsula sluttar söderut. Trakten är obefolkad. Det finns inga samhällen i närheten.